# Zirconium(III)-bromid
Zirconium(III)-bromid ist eine anorganische chemische Verbindung des Zirconium aus der Gruppe der Bromide.

## Gewinnung und Darstellung
Zirconium(III)-bromid kann durch Reduktion von Zirconium(IV)-bromid mit Zirconium oder Aluminium gewonnen werden.
{\displaystyle \mathrm {3\ ZrBr_{4}+Zr\longrightarrow 4\ ZrBr_{3}} }
{\displaystyle \mathrm {3\ ZrBr_{4}+Al\longrightarrow 3\ ZrBr_{3}+AlBr_{3}} }

## Eigenschaften
Zirconium(III)-bromid liegt als dunkelgrüne metallisch glänzende Nadeln vor. Seine Kristallstruktur ist isotyp mit der von β-Titan(III)-chlorid (a = 675 pm, c = 632 pm). Es reagiert mit Luftfeuchtigkeit und in Wasser unter Wasserstoffentwicklung.